# Kasteel van Joux
Het Kasteel van Joux (Frans: Château de Joux) is een kasteel in de Franse gemeente La Cluse-et-Mijoux. Het kasteel is een beschermd historisch monument sinds 1996.
Al in de 11e eeuw werd er op deze plaats een houten kasteel gebouwd, langs een handelsroute tussen Italië en het noorden. Het kasteel diende als verdediging van het lager gelegen, strategisch belangrijke Pontarlier.
Aan het einde van de 17e eeuw, nadat de streek Frans was geworden, werd het oude kasteel omgevormd tot een fort met bastions en kazematten door Vauban. In 1775 werd de revolutionair Mirabeau vastgezet in het kasteel. Gedurende de 19e eeuw deed het kasteel dienst als gevangenis. Toussaint Louverture werd er samen met zijn familie opgesloten in 1802. Hij zou er ook sterven ten gevolge van de barre omstandigheden. Na de Tweede Wereldoorlog verloor het kasteel zijn militaire functie en werd het een openluchtmuseum over de geschiedenis van vestingswerken.